# Dietmar Erler
Dietmar Erler (* 7. April 1947 in Bielefeld) ist ein ehemaliger deutscher Fußballspieler. Der anfängliche Flügelstürmer und spätere Mittelfeldspieler absolvierte von 1968 bis 1980 in der Fußball-Bundesliga für die Vereine Borussia Dortmund und Eintracht Braunschweig insgesamt 264 Ligaspiele und schoss dabei 41 Tore. Dazu kommen noch 90 Spiele in den zweitklassigen Fußball-Regionalligen West bei Arminia Bielefeld (1966-68: 66-21) und Nord für Braunschweig (1973/74: 24-15) mit 36 Toren.

## Laufbahn

### Bielefeld und Dortmund, bis 1970
Der aus der Jugend der SpVgg Fichte Bielefeld stammende Erler machte in der Saison 1965/66 bei den Grün-Weißen in der Landesliga Westfalen auf sich aufmerksam. Hinter dem Stadtrivalen SV Brackwede erreichte das junge Offensivtalent die Vizemeisterschaft und wurde in die Verbandsauswahl von Westfalen berufen. Im Finale des Länderpokals am 16. Juni 1966 in Minden gegen die Auswahl von Niedersachsen gelang dem Fichte-Stürmer in der 29. Minute der Siegtreffer zum 1:0 von Westfalen. Ab der Saison 1966/67 begann seine höherklassige Karriere bei Arminia Bielefeld in der Regionalliga West, wo er in den Jahren 1966 bis 1968 für die Arminen 66 Spiele bestritt und dabei 21 Tore erzielte. Erler debütierte 19-jährig am 4. September 1966 bei einem 2:1-Auswärtserfolg beim späteren Meister Alemannia Aachen in der Regionalliga. Die Arminia spielte eine sehr gute Hinrunde und holte sich mit 25:9 Punkten die Herbstmeisterschaft. Das Team von Trainer Hans Wendlandt hatte durch die Neuzugänge von Erler und Ernst Kuster eindeutig an Qualität dazu gewonnen. Die fünf Niederlagen in der Rückrunde – gegen Schwarz-Weiß Essen (0:2), Hammer SpVg (1:2), RW Oberhausen (0:2), Marl-Hüls (1:3), Wuppertaler SV (0:1) – verhinderten aber den Einzug in die Bundesligaaufstiegsrunde. Erler hatte in seiner ersten RL-Saison 32 Spiele absolviert und acht Tore erzielt. Die Arminia belegte mit 45:23 Punkten und den meisten Toren der Westliga, 72 Treffer, den dritten Rang. Aachen und SW Essen zogen als Meister und Vizemeister in die BL-Aufstiegsrunde ein. Mit Bernd Kirchner, Gerd Roggensack, Ernst Kuster und Erler hatten Bielefeld herausragende Offensivkräfte zur Verfügung gestanden. Obwohl in der zweiten Runde von Erler bei Bielefeld, 1967/68, mit Ulrich Braun, Heinz-Dieter Lömm, Horst Stockhausen und Norbert Leopoldseder vier gute Neuzugänge zum DSC gekommen waren, gelang der Arminia keine Verbesserung in der Tabelle. Am Rundenende hatte Erler zwar seine persönliche Bilanz auf 34 Einsätze mit 13 Toren ausgebaut, aber sein Verein belegte den vierten Rang. Sein letztes Regionalligaspiel mit dem DSC bestritt er am 12. Mai 1968 bei einem 2:0-Heimerfolg gegen Fortuna Düsseldorf. Bielefeld war in der Angriffsbesetzung mit Kirchner, Lömm, Kuster, Braun und Linksaußen Erler angetreten. Zur Saison 1968/69 nahm er das Angebot von Borussia Dortmund an und wechselte in die Bundesliga.
Bei den Schwarz-Gelben vom Borsigplatz war die Runde 1967/68 mit dem 14. Rang sehr enttäuschend verlaufen. Erler erlebte aber bei seinem Bundesligadebüt noch eine negativere Runde von Borussia Dortmund. Nur äußerst knapp gelang gegenüber dem 1. FC Nürnberg (29:39 Punkte) und Kickers Offenbach (28:40 Punkte) auf dem 16. Rang mit 30:38 Punkten der Klassenerhalt. Dazu benötigte die Borussia drei Trainer: In die Vorrunde startete Dortmund mit den Neuzugängen Klaus Beckfeld, Fritz Lehmann, Klaus Günther, Helmut Heeren, Walter Szaule, Werner Weist und Erler unter Oswald Pfau. Ab dem 17. Dezember 1968 bis zum 17. März 1969 versuchte sich vergeblich der alte BVB-Meistertrainer Helmut Schneider an einer Verbesserung der Mannschaftsleistung, ehe am Rundenfinale ab dem 21. März mit Hermann Lindemann der dritte Trainer im Stadion Rote Erde am Werk war. Für Erler waren das keine guten Voraussetzungen um seine Bundesligabefähigung unter Beweis zu stellen. Am 19. Oktober 1968 bei einer 3:4-Auswärtsniederlage bei Eintracht Braunschweig kam er zu seinem ersten Bundesligaeinsatz. Er stürmte auf Rechtsaußen an der Seite der Angriffskollegen Weist, Sigfried Held, Willi Neuberger und Lothar Emmerich. In 18 BL-Einsätzen gelang ihm lediglich ein Treffer. Die zweite Dortmunder Saison, 1969/70, verlief für Erler noch schlechter: Trainer Lindemann berücksichtigte den Ex-Bielefelder jetzt nur noch in zehn Ligaspielen (1 Tor). Nach unbefriedigenden 28 Bundesligaeinsätzen mit zwei Toren in zwei Jahren nahm er zur Saison 1970/71 das Angebot von Eintracht Braunschweig an und kickte zukünftig für den Meister des Jahres 1967, für den er die kommenden elf Jahre spielen sollte.

### Braunschweig, 1970 bis 1980
In Braunschweig hatte nach sieben Jahren Trainer Helmuth Johannsen seine prägende Tätigkeit beendet und hatte Hannover 96 übernommen. Als Nachfolger war Otto Knefler zu den Niedersachsen gekommen. Neben Erler hatte sich das Team mit dem roten Löwen auf der Brust auch noch mit Angreifer Rainer Skrotzki verstärkt. Erler, er war als Nachfolger für den zum FC Bayern München gewechselten Erich Maas vorgesehen, eröffnete am 15. August 1970 auf Linksaußen im Heimspiel gegen den FC Schalke 04 die Bundesligasaison mit Braunschweig. Beim 3:3-Remis erzielte er ein Tor. Am achten Hinrundenspieltag gewann er mit der Eintracht das Heimspiel gegen seinen vorherigen Verein Borussia Dortmund mit 3:0 und belegte mit 10:6 Punkten den vierten Rang. Nach dem 2:0-Heimerfolg am zehnten Spieltag, den 7. Oktober, belegten Erler und Kollegen mit 14:6 Punkten, punktgleich mit Mönchengladbach (1. Platz) und dem FC Bayern München (2. Platz), den dritten Rang. Erler gehörte zu den angenehmen Überraschungen der Runde und wurde vom DFB am 14. Oktober 1970 in die Juniorennationalmannschaft U 23 berufen. Mit der DFB-Auswahl verlor er das Länderspiel in Leicester mit 1:3 gegen England. Im Angriff waren die DFB-Junioren mit Horst Köppel, Klaus Scheer, Werner Weist, Willi Neuberger und Erler angetreten. Die Runde 1970/71 beendete Braunschweig mit 39:29 Punkten auf dem vierten Rang. Erler hatte 30 Punktspiele absolviert und sieben Tore an der Seite des herausragenden Spieldirigenten und Torschützen Lothar Ulsaß (32-18) erzielt.
Im zweiten Jahr in Braunschweig ging es in der Tabelle mit der Eintracht nach unten, am Rundenende 1971/72 rangierten die Blau-Gelben auf dem 12. Rang. Erler hatte wie in seinem ersten 30 Ligaspiele mit sieben Toren absolviert. Etwas besonderes für ihn waren die Spiele mit der Eintracht im UEFA-Pokal 1971/72. Er war in den Spielen gegen Glentoran Belfast, Atletico Bilbao und Ferencvaros Budapest sechs Mal im Einsatz und erzielte drei Tore.
In der dritten Saison Erlers in Braunschweig, 1972/73, stieg die Eintracht in die Regionalliga Nord ab, nach nur einem Jahr kehrte sie aber nach erfolgreicher Aufstiegsrunde zurück in die Bundesliga. In der überlegen gewonnenen Nordmeisterschaft mit 125:23 Toren und 63:9 Punkten hatte Erler in 24 Ligaspielen 15 Tore an der Seite von Torjäger Bernd Gersdorff (19-35) erzielt. Zum Start in die Bundesliga 1974/75 übernahm Branko Zebec das Traineramt bei den Niedersachsen. Über den 9. Rang 1974/75, führte er die Blau-Gelben im zweiten Jahr, 1975/76, auf den 5. Rang und schließlich in seinem dritten Trainerjahr, 1976/77, auf den 3. Rang und damit in den UEFA-Cup. Borussia Mönchengladbach wurde mit 44:24 Punkten Meister, dahinter folgten punktgleich mit je 43:25 Punkten Vizemeister FC Schalke 04 und Eintracht Braunschweig. Herausragende Spieler wie Torhüter Bernd Franke, Wolfgang Grzyb, Friedhelm Haebermann, Reiner Hollmann, Franz Merkhoffer, Dieter Zembski, Wolfgang Dremmler, Karl-Heinz Handschuh, Wolfgang Frank und Danilo Popivoda drückten dem erfolgreichen Spiel der Eintracht ihren Stempel auf. Erler, er war unter Zebec in das Mittelfeld gerückt, ergänzte sich dort in 18 Einsätzen (2 Tore) mit Aleksandar Ristić. Die Hinrunde hatte Braunschweig mit 23:11 Punkten auf dem zweiten Platz beendet. Nach dem 2:1-Auswärtserfolg am 12. März 1977 stand die Zebec-Truppe mit 33:17 Punkten auf dem 1. Platz, ein Punkt vor Mönchengladbach, drei Punkte vor dem FC Schalke 04. Die 0:1-Heimniederlage am 32. Spieltag, den 7. Mai 1977, gegen den SV Werder Bremen, verhinderten dann den möglichen Meisterschaftserfolg. Daneben waren die 13 Unentschieden der Grund, weswegen Mönchengladbach und Schalke, diese beendeten die Runde mit zehn beziehungsweise neun Remis, auf der Zielgeraden die Niedersachsen auf den 3. Rang verdrängen konnten. Mit ihren nur sechs Niederlagen wäre die Eintracht für die Meisterschaft reif gewesen.
Im Jahr der Fußballweltmeisterschaft 1978 in Argentinien, 1977/78, sollte der große Wurf mit der Neuverpflichtung von Paul Breitner von Real Madrid dann aber in die Tat umgesetzt werden. Heraus kam am Rundenende der völlig enttäuschende 13. Rang und die Abwanderung des Supermannes zum FC Bayern München. Zebec, er übernahm 1978/79 den Hamburger SV, zeigte mit dem Meisterschaftsgewinn bei den Rautenträgern seine Trainerqualitäten und Braunschweig stieg 1980 in die 2. Bundesliga ab. Im Sommer 1980 beendete Erler seine 14-jährige Laufbahn im Profifußball. Als Eintracht-Amateur half er am 27. August 1980 noch einmal beim Zweitligaspiel bei Rot-Weiss Essen aus. Er lief beim 6:2-Erfolg als rechter Außenverteidiger an der Seite von Hasse Borg, Wolfgang Grobe und Franz Merkhoffer auf.
Erler spielte 236 Mal für Eintracht Braunschweig in der Bundesliga und traf 39 Mal das Tor. Zudem trat er 26 Mal im DFB-Pokal (4 Tore) und elfmal im UEFA-Pokal (3 Tore) an.
1971 wurde Erler im Zuge der Aufdeckung des Bundesliga-Skandals zu einer Geldstrafe in Höhe von 4400 DM verurteilt.

## Privat
Während seiner Zeit in Braunschweig beendete Erler sein Lehrer-Studium und war später unter anderem auch für den NDR-Hörfunk tätig. Der Sport-, Mathematik- und Erdkunde-Lehrer ist auch nach seiner Fußballkarriere in Braunschweig geblieben und galt als einer der wenigen Spieler, mit denen Paul Breitner bei der Eintracht gut zurechtkam.